# Henri Triballet
Henri Joseph Triballet est un agriculteur et homme politique français né le 25 septembre 1884 à Nogent-sur-Eure et mort le 22 mars 1946 à Épeautrolles, en Eure-et-Loir.

## Biographie

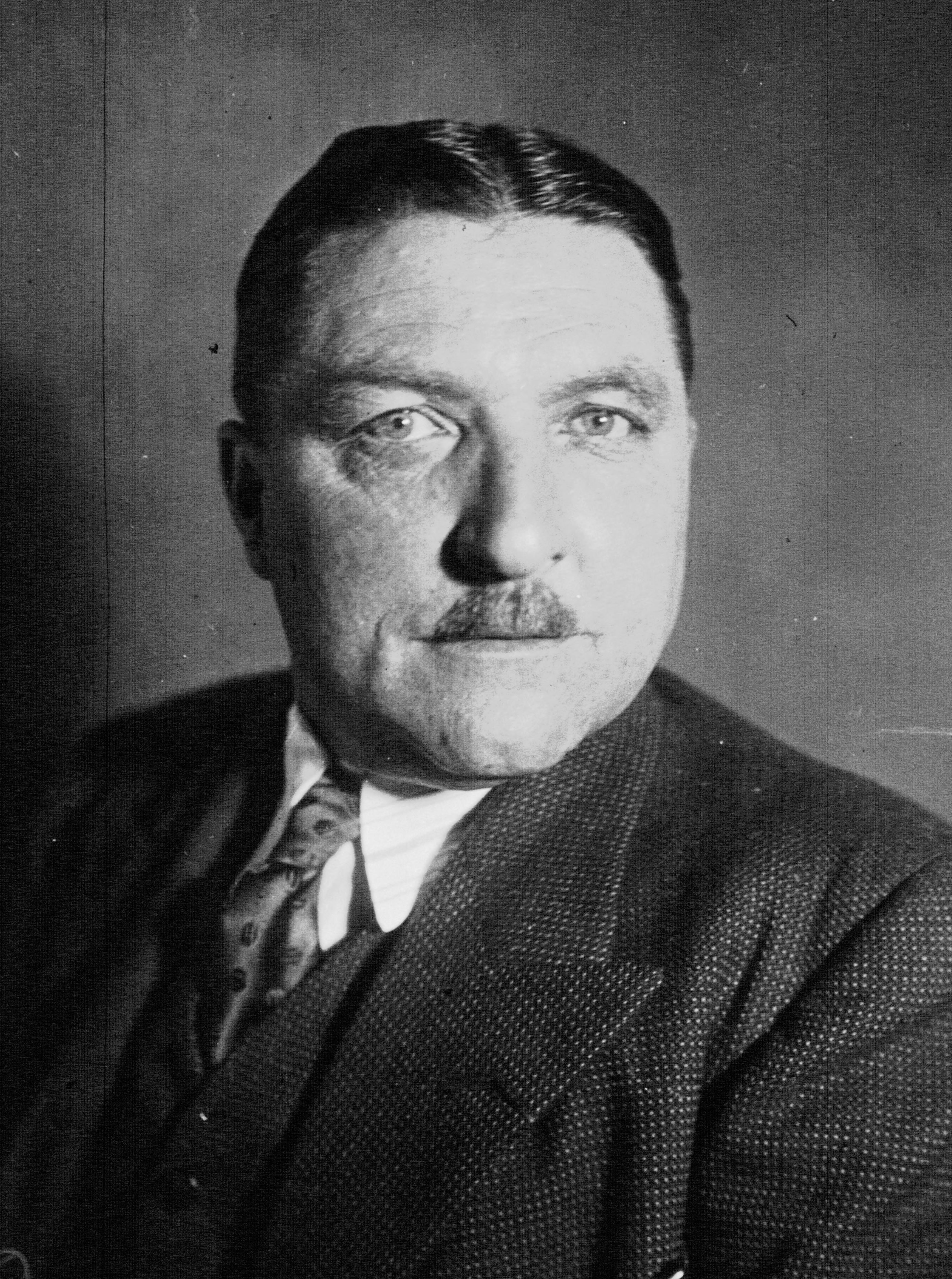
Henri Triballet en 1932.

Il est élu maire de sa commune natale, Nogent-sur-Eure, en 1920 qu'il quitte en 1925 pour exploiter la ferme de Beau-François à Épeautrolles, commune dont il devient le maire.
En mai 1924, il est élu député de la deuxième circonscription de Chartres comme candidat républicain-socialiste sur la liste du Cartel des gauches menée par Maurice Viollette. Il restera député de cette circonscription jusqu'à la chute de la Troisième République (1940).
En octobre 1928, il est élu conseiller général du canton Illiers et en est, à plusieurs reprises, réélu.
Il quitte dans les années 1930 le Parti républicain-socialiste pour rejoindre le plus dynamique Parti socialiste français, puis adhère à sa création à l'Union socialiste républicaine.
Membre de la Ligue des droits de l'Homme, proche de Maurice Viollette, il appartient à différentes organisations et coopératives agricoles républicaines.
Très populaire, Henri Triballet, appelé « Monsieur Henri », est le mieux élu des députés du département lors de chaque scrutin. Il intervient essentiellement sur les questions agricoles et pour la défense du petit commerce, étant vice-président puis président de la Commission d'agriculture.
Dans ses souvenirs, Ephraïm Grenadou (1897-1993) en parle ainsi : « À Saint-Loup, on était tribalétistes. Notre député, Henri Tribalet, un gars extraordinaire, venait du côté d'Illiers. Né chez un petit bistrot, il était devenu cultivateur. Il avait fait la guerre aux zouaves et même été blessé. Tribalet était radical. Ami de ses électeurs. On lui écrivait, on lui demandait, il répondait. Il était fidèle avec nous, comme nous sommes là tous les deux. Quant Tribalet passait aux élections, on partait à Chartres dans nos autos et on lui faisait un triomphe sur nos épaules ».
Il ne prend pas part au vote des pleins pouvoirs constituants à Philippe Pétain le 10 juillet 1940, s'étant excusé de ne pouvoir assister à la séance.
En 1945, il se présente en deuxième position sur la liste du Rassemblement républicain anti-fasciste conduite par Maurice Viollette, mais cette liste n'obtient qu'un élu.
Marié, il a trois enfants, dont un fils, André, cultivateur à Épeautrolles qui décède à Chartres des suites d'un accident automobile le 10 octobre 1933 à l'âge de 27 ans.
Il décède le 22 mars 1946 et est inhumé à Nogent-sur-Eure.
Dans son journal, L'Action républicaine, son ami Maurice Viollette lui rend hommage : « Toute sa vie, Triballet a été dans la lutte ; il aimait la lutte, il la soutenait avec passion, il la recherchait presque ».

## Sources
- « Henri Triballet », dans le Dictionnaire des parlementaires français (1889-1940), sous la direction de Jean Jolly, PUF, 1960 [détail de l’édition]